# Sassetot-le-Mauconduit
Sassetot-le-Mauconduit és un municipi francès situat al departament del Sena Marítim i a la regió de Normandia. L'any 2007 tenia 923 habitants.

## Demografia

### Població
El 2007 la població de fet de Sassetot-le-Mauconduit era de 923 persones. Hi havia 425 famílies de les quals 155 eren unipersonals (32 homes vivint sols i 123 dones vivint soles), 147 parelles sense fills, 107 parelles amb fills i 16 famílies monoparentals amb fills.
La població ha evolucionat segons el següent gràfic:
Habitants censats

### Habitatges
El 2007 hi havia 701 habitatges, 422 eren l'habitatge principal de la família, 255 eren segones residències i 24 estaven desocupats. 568 eren cases i 14 eren apartaments. Dels 422 habitatges principals, 268 estaven ocupats pels seus propietaris, 146 estaven llogats i ocupats pels llogaters i 8 estaven cedits a títol gratuït; 60 tenien una cambra, 11 en tenien dues, 64 en tenien tres, 93 en tenien quatre i 195 en tenien cinc o més. 340 habitatges disposaven pel capbaix d'una plaça de pàrquing. A 211 habitatges hi havia un automòbil i a 125 n'hi havia dos o més.

### Piràmide de població
La piràmide de població per edats i sexe el 2009 era:
| Homes | Edats   | Dones |
| ----- | ------- | ----- |
| 4     | 95 o +  | 8     |
| 0     | 90 a 94 | 12    |
| 8     | 85 a 89 | 40    |
| 4     | 80 a 84 | 20    |
| 16    | 75 a 79 | 32    |
| 24    | 70 a 74 | 24    |
| 16    | 65 a 69 | 24    |
| 36    | 60 a 64 | 24    |
| 8     | 55 a 59 | 32    |
| 48    | 50 a 54 | 24    |
| 40    | 45 a 49 | 56    |
| 28    | 40 a 44 | 28    |
| 36    | 35 a 39 | 36    |
| 28    | 30 a 34 | 12    |
| 16    | 25 a 29 | 32    |
| 12    | 20 a 24 | 16    |
| 40    | 15 a 19 | 36    |
| 32    | 10 a 14 | 32    |
| 28    | 5 a 9   | 20    |
| 16    | 0 a 4   | 8     |

## Economia
El 2007 la població en edat de treballar era de 508 persones, 360 eren actives i 148 eren inactives. De les 360 persones actives 318 estaven ocupades (176 homes i 142 dones) i 42 estaven aturades (16 homes i 26 dones). De les 148 persones inactives 56 estaven jubilades, 40 estaven estudiant i 52 estaven classificades com a «altres inactius».

### Ingressos
El 2009 a Sassetot-le-Mauconduit hi havia 403 unitats fiscals que integraven 895 persones, la mediana anual d'ingressos fiscals per persona era de 17.990 €.

### Activitats econòmiques
Dels 33 establiments que hi havia el 2007, 1 era d'una empresa alimentària, 4 d'empreses de construcció, 9 d'empreses de comerç i reparació d'automòbils, 1 d'una empresa de transport, 6 d'empreses d'hostatgeria i restauració, 1 d'una empresa financera, 3 d'empreses immobiliàries, 2 d'empreses de serveis, 3 d'entitats de l'administració pública i 3 d'empreses classificades com a «altres activitats de serveis».
Dels 11 establiments de servei als particulars que hi havia el 2009, 1 era una oficina de correu, 1 taller de reparació d'automòbils i de material agrícola, 1 guixaire pintor, 3 fusteries, 1 electricista, 1 perruqueria, 2 restaurants i 1 saló de bellesa.
Dels 5 establiments comercials que hi havia el 2009, 2 eren botiges de menys de 120 m², 1 una botiga de menys de 120 m², 1 una fleca i 1 una joieria.
L'any 2000 a Sassetot-le-Mauconduit hi havia 21 explotacions agrícoles que ocupaven un total de 570 hectàrees.

## Equipaments sanitaris i escolars
L'únic equipament sanitari que hi havia el 2009 era una farmàcia.
El 2009 hi havia una escola elemental.

## Poblacions més properes
El següent diagrama mostra les poblacions més properes.